# Skye Records
Skye Records war ein US-amerikanisches Jazzlabel der späten 1960er-Jahre.

## Geschichte des Labels
Das Plattenlabel Skye Records wurde Anfang 1968 von den Musikern Gábor Szabó, Cal Tjader, Gary McFarland und dem Musikveranstalter und -Produzenten Norman Schwartz (1927–1995) in New York City gegründet; Verkaufschef war Lenny Lewis. Schwerpunkt des Labels war vorwiegend Pop-Jazz.
Missmanagement und mangelnde Vertriebsorganisation führten Ende 1970 zum Bankrott der Firma; der Skye-Katalog wurde darauf 1971 von Buddah Records erworben. Neben Aufnahmen von Szabó, Tjader und Farland erschienen auf Skye Records mehrere Singles und 21 Langspielplatten u. a. von Airto Moreira, Ruth Brown, Lena Horne (Watch What Happens, 1970), Chuck Rainey, Grady Tate, Armando Peraza und des Gesangsduos Wendy & Bonnie, die z. T. in Japan auf Compact Disc wiederveröffentlicht wurden.